# Frühlingsmanöver
Frühlingsmanöver (Frans: Manœuvres de printemps) is een Zwitserse komische film en stomme film uit 1917, geregisseerd door Charles Decroix.

## Omschrijving
Frühlingsmanöver werd opgenomen in het Iris-Filmatelier in Zürich, Zwitserland in juli 1917. Op 29 augustus 1917 werd de film in Zwitserland uitgebracht. Het scenario is naar de hand van regisseur Charles Decroix en van Victor Zwicky. De film betekende het debuut voor de 23-jarige actrice Leny Bider.

## Rolverdeling
| Acteur             | Personage           |
| ------------------ | ------------------- |
| Bruno Wünschmann   | kolonel             |
| Anatol Silberblatt | professor Heilkraut |
| Wilhelm Karstens   | hoofdarts           |
| Leny Bider         | leerlinge           |
| Tilly Feistel      | leerlinge           |
| Emmy Morf          | leerlinge           |
| Mihail Xantho      | luitenant           |
| Richard Ryen       | luitenant           |
| Linus Mayer        | luitenant           |
| Eduard Bienz       | luitenant           |
| Marie Hartung      | zuster              |
| Elise Meyer        | zuster              |
| Ernst Steinhoff    | tuinier             |